# Antún Saadeh
Antún Khalil Saadeh (en árabe: أنطون خليل سعادة‎ ʾAnṭūn Jalil Saʿādah; Dhour Al-Shweir, Siria otomana; 1 de marzo de 1904 - Beirut, Líbano; 8 de julio de 1949), también conocido en español como Antonio Saadeh o Saade, fue un político, sociólogo, filósofo y escritor libanés fundador del Partido Social Nacionalista Sirio y exponente del nacionalismo sirio.

## Biografía
Saadeh nació en el seno de una familia antioquena greco-ortodoxa en Dhour Al-Shweir. Sus padres fueron el doctor y escritor Jalil Saadeh y Naifa Nasir Genaisir. Realizó su educación primaria en la escuela Al Farir en El Cairo, donde su familia se había radicado. Tras el fallecimiento de su madre, regresó al Líbano para vivir al cuidado de su abuela, dado que su padre había emigrado a la Argentina por la renuencia de los jedives a que permaneciera en Egipto.
Completó su formación en la Escuela Birmana y, en 1919, emigró con sus hermanos a los Estados Unidos, donde trabajó por unos meses en una estación ferroviaria. Posteriormente, se trasladó a Brasil, donde su padre se había establecido tras dejar la Argentina. Allí estudió de forma autodidacta los idiomas portugués, alemán y ruso; además de leer intensamente textos de filosofía, historia, ciencias sociales y políticas. También colaboró con su padre en la edición del periódico El Diario (en árabe: الجريدة‎ Al-Yarida) y de la revista La Revista (en árabe: المجلة‎ Al Mayallah), cuya publicación se había iniciado en Buenos Aires.
A los 18 años publicó sus primeros escritos, y entre 1922 y 1923, redactó varios artículos en los que exigía el fin de la ocupación francesa y la independencia de toda la Siria histórica. Asimismo, criticó la Declaración Balfour y el acuerdo Sykes-Picot, que a los ojos de Saadeh fragmentaría artificialmente la «Siria natural» en cinco entidades políticas distintas.
En 1925 intentó fundar un partido en favor de la unidad de la colectividad sirio-libanesa en Brasil, denominado Juventud Siria Combatiente, pero la iniciativa no tuvo éxito. En 1927 fundó el Partido Liberal Sirio (en árabe: حزب السوريين الأحرار‎ Hezb Al-Suriyin Al-Ahrar), que tuvo una duración de tres años. En 1928 dejó de editar la revista literaria Al-Mayallah y se dedicó a enseñar en instituciones de la colectividad siria en São Paulo, además de participar en comisiones educativas del Gobierno brasileño. Durante este periodo, escribió su obra Calamidad de Amor (en árabe: فاجعة حب‎ Faji'at Hubb), que sería publicada en Beirut, y en 1931 publicó su segundo libro de relatos: Nuestra Señora de Sednaya (en árabe: سيدة صيدنايا‎ Sayidat Saidnaya).
En julio de 1930 regresó a su pueblo natal y luego viajó a Damasco para explorar posibilidades de la acción política independentista. Allí trabajó como docente y escribió artículos en periódicos locales. En 1931 se trasladó a Beirut para enseñar alemán en la Universidad Americana, lo que le permitió entrar en contacto con el ambiente estudiantil, cultural y política del Monte Líbano.
El 16 de noviembre de 1932 fundó el Partido Social Nacionalista Sirio (PSNS), que al inicio operó de manera clandestina por la falta de autorización de las autoridades coloniales francesas. En 1933 reanudó la publicación de la revista Al-Mayallah en Beirut para divulgar sus ideas políticas. En junio de 1935, organizó la primera reunión pública del Partido, donde presentó las bases ideológicas del nacionalismo social sirio, a pesar de la proscripción. Esto atrajo la atención de las autoridades coloniales francesas, quienes el 16 de noviembre de 1935 arrestaron a Saadeh y otros miembros del partido por operar clandestinamente. Fue condenado a seis meses de prisión, durante los cuales escribió una de sus obras más célebres: El Nacimiento de las Naciones, que fue publicada en Damasco en 1951 y traducida al español en Buenos Aires en 1981.
Tras salir de prisión en mayo de 1936, fue detenido nuevamente el 30 de junio y liberado en noviembre. Durante esta segunda detención, redactó la plataforma ideológica del Partido. Su tercera detención ocurrió entre el 9 y el 15 de marzo de 1937. Ese año publicó la revista Renacimiento, desde la cual criticó la postura del Patriarca maronita y las ideas separatistas de los Estados de Líbano y Siria. Enfrentamientos violentos entre militantes de su Partido y miembros de las Falanges Libanesas, lideradas por Pierre Gemayel, marcaron este periodo, reflejando las tensiones políticas e ideológicas.

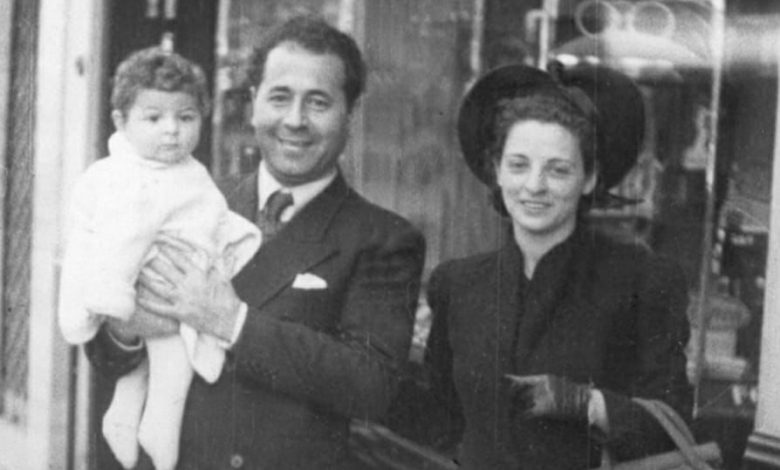
Juliette, Antún y su hija Saffiya en Buenos Aires en 1943.

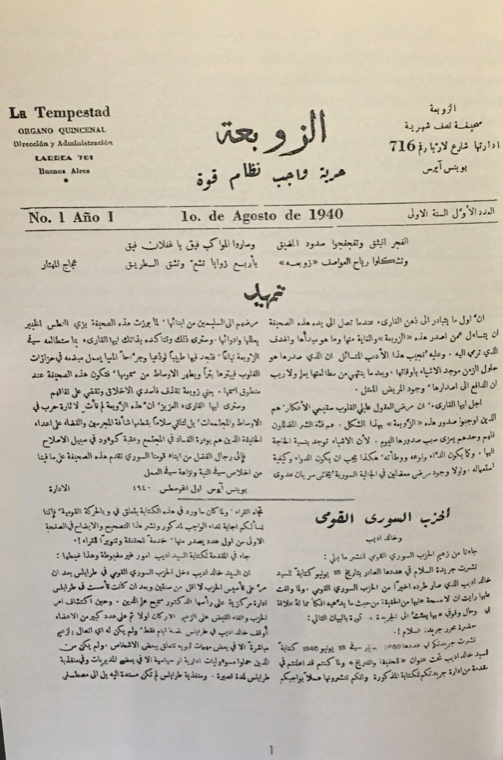
Primer número de Azzaubaha (الزوبعة La Tempestad) del 1 de agosto de 1940 en Buenos Aires.

El 11 de junio de 1938, Saadeh inició una gira por las filiales del Partido en el exterior. Viajó por Transjordania, Palestina, Chipre, Alemania y Brasil, estableciéndose nuevamente en São Paulo a finales de 1938. Mientras tanto, las autoridades francesas allanaron la sede del Partido en Beirut, prohibieron sus actividades, clausuraron la revista Renacimiento y pidieron la extradición de Saadeh. Este fue detenido en Brasil durante un mes, tras lo cual se trasladó a Argentina, donde fundó la Asociación Cultural Siria (que aún existe) y publicó el periódico Azzaubaha o El Ciclón (en árabe: الزوبعة‎ Al Zawba'a). En Argentina, se casaría con la enfermera nacida en Trípoli y afín a su ideario político Juliette Elmir.
En 1946, con la retirada de las tropas francesas, intentó regresar al Líbano, pero el gobierno de Bechara El Khoury y Riad Al Solh bloqueó su retorno invocando una sentencia judicial dictada en su contra durante el mandato francés. Finalmente, Saadeh regresó a Beirut el 2 de marzo de 1947 y en octubre la sentencia fue anulada.
En 1948, su apoyo a la causa palestina generó tensiones con el Gobierno libanés, que prohibió las actividades del PSNS. Tras la anulación de las elecciones parlamentarias de 1949, organizó un intento de golpe que fracasó, resultando en la detención de 3.000 miembros del Partido. Saadeh huyó a Damasco, donde inicialmente fue recibido por el gobierno de Husni al-Za'im, pero luego fue arrestado y extraditado al Líbano, donde fue fusilado en Beirut el 8 de julio de 1949.

## Ideología
Saade proclamaba que cuando terminara el mandato francés debía fundarse un Estado que abarcara los territorios que él denominaba la Siria natural o la Siria histórica, es decir las regiones que durante siglos habían sido gobernadas desde Damasco y conformaban una unidad territorial, lingüística y cultural. Más tarde consideró que Irak y Chipre también debían formar parte de dicha unidad.
Se oponía fuertemente a la creación de lo que veía como múltiples Estados tapón, unidades políticas minúsculas e inviables. Siria, Líbano, Palestina, Transjordania, Irak y el distrito de Alejandreta (actualmente en poder de Turquía), conformaban la Siria natural que proclamaba Saade. 
Reconocía a Siria como un país árabe pero se oponía vigorosamente al panarabismo, porque no consideraba que pudiera generarse una unidad política de tal amplitud que pudiera aglutinar a todo el mundo árabe. 
Para Saade una nación no podía estar unida por razones meramente lingüísticas, religiosas o étnicas, sino más bien por razones históricas y geográficas.